# Verätzung

Ätzend (aktuelle GHS-Kennzeichnung)

Ätzend (veraltete EU-Kennzeichnung)

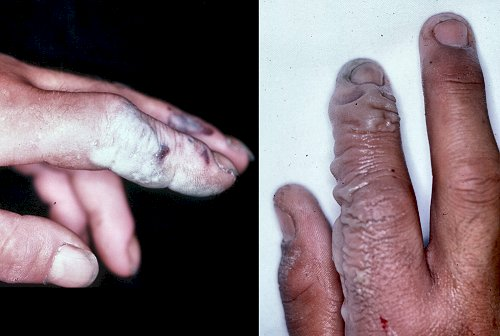
Verätzungen durch Flusssäure

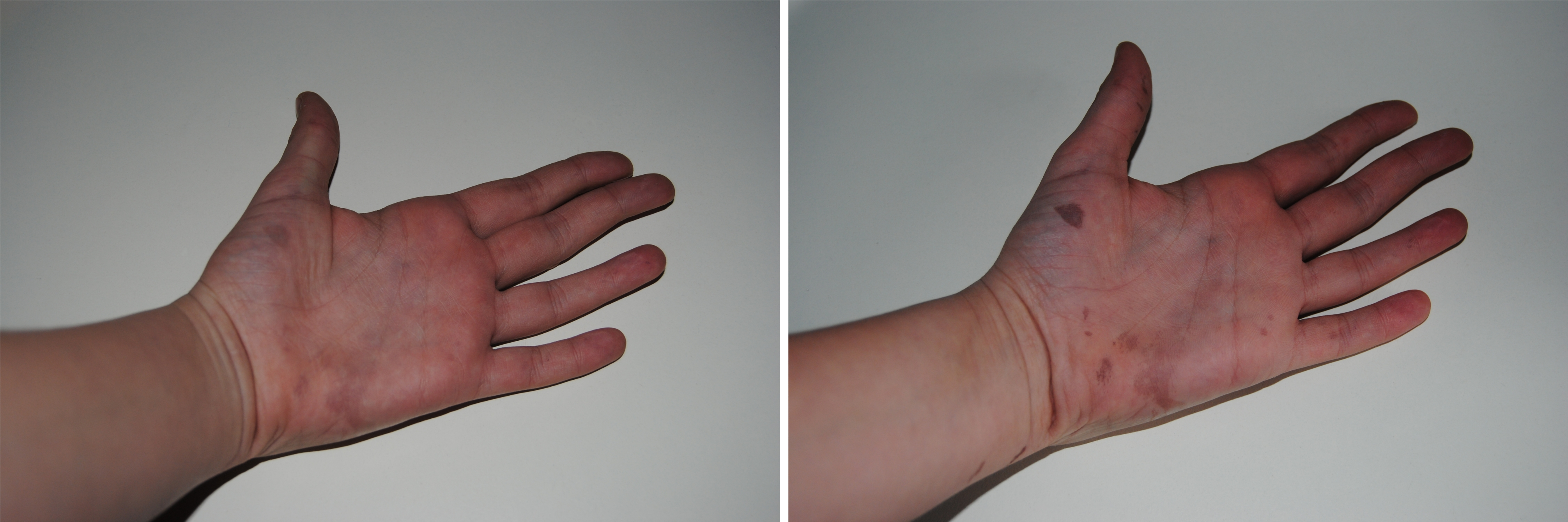
Leichte Verätzungen (links kurz nach, rechts einen Tag nach Kontakt) einer Hand nach Berührung mit verdünnter Silbernitrat-Lösung

Verätzung (von „ätzen“) bezeichnet eine Verletzung von Haut oder Schleimhäuten durch chemische Stoffe, in der Regel starke Säuren oder Laugen. Der Grad der Schädigung hängt von der Art und Konzentration der ätzenden Stoffe, aber auch von der Menge und Dauer der Einwirkung ab.

## Ursachen
Starke Säuren wie Salpetersäure, Schwefelsäure und Salzsäure führen zu sogenannten Koagulationsnekrosen der benetzten Haut oder Schleimhaut. Dabei gerinnen die Zellproteine ähnlich wie beim Erhitzen eines Hühnereis in der Pfanne. Durch die Verklumpung der Proteine wird die ätzende Flüssigkeit daran gehindert, tiefer in das Gewebe einzudringen. Dagegen verursachen Verätzungen durch Laugen (Kolliquation) sogenannte Kolliquationsnekrosen, bei denen das geschädigte Gewebe verflüssigt wird. Hierdurch bahnt sich die ätzende Flüssigkeit sozusagen einen Weg in die Tiefe; Verätzungen durch Laugen führen daher zu weit ausgedehnteren Schädigungen.

## Symptomatik
Im Rahmen von Verätzungen steht, ähnlich wie bei Verbrennungen, der Flüssigkeitsverlust im Bereich der Kontaktstelle im Vordergrund. Außerdem sind viele ätzende Substanzen zusätzlich für den menschlichen Organismus giftig. Der Flüssigkeitsverlust und starke Schmerzen können zum Schock führen (hypovolämischer Schock). Bei Verätzungen im Bereich des Mund- oder Rachenraumes kann es zu Schwellungen und damit zur Verengung der Atemwege kommen. Ein drohender Atemstillstand bedeutet Lebensgefahr für den Patienten. Zusätzlich können beim Schlucken von Säuren oder Laugen Speiseröhrenvenen verletzt werden und zu starkem Blutverlust in den Magen führen. Verätzungen im Augenbereich (insbesondere durch Branntkalk) führen oft innerhalb kürzester Zeit zur Trübung der Hornhaut und damit zu Erblindung.

## Behandlung
Als Erstmaßnahme werden Verätzungen der Haut mit viel fließendem Wasser gespült. Ausgeprägte Verätzungen erfordern die Behandlung durch Rettungsdienst und Notarzt.
Bei Verätzungen der Augen ist es wichtig, dass das Auge lange und mit viel Wasser gespült wird sowie umgehend ein Augenarzt aufgesucht wird, insbesondere bei Verätzungen durch ungelöschten Kalk (Frischer Zement, Mörtel – nicht Bohr-/Flexstaub davon). Ungelöschter Kalk erzeugt eine stark ätzende Lauge, weswegen Reste des Produktes vom Augenarzt ggf. unter dem Mikroskop von der Hornhaut entfernt werden müssen.
Wenn in einem Chemielabor frische, einprozentige Natronlösung (bei Verätzungen des Auges durch Säuren) oder frische, einprozentige Borsäure (bei Verätzungen durch Laugen) für Augenwaschflaschen bereitstehen, können auch diese Lösungen zur Augenspülung eingesetzt werden. In der Regel wird jedoch eine schnelle Spülung mit viel Wasser oder handelsüblichen Augenspüllösungen (Phosphatpufferlösungen) vorzunehmen sein, zumal bei einem Unfall weder Zeit noch Ruhe bleibt, eine solche Spüllösung frisch und genau ausgewogen anzusetzen.
Sollte es zu einer Verätzung im Mund- und Rachenbereiches gekommen sein, sollte vor weiteren Maßnahmen eine Giftnotrufzentrale kontaktiert werden. Mögliche Maßnahmen können verdünnende Maßnahmen oder die Gabe von medizinischer Kohle oder Entschäumern sein. Erbrechen kann zu Komplikationen führen, da die Chemikalie erneut die bereits betroffene Stelle passieren wird (der Magen ist an ein saures Milieu eher gewöhnt als die Speiseröhre).

## Verordnung und Prävention
In einer wissenschaftlichen Stellungnahme bietet der Hohe Gesundheitsrat Belgiens einen Überblick über die Produkte, die ätzende Stoffe enthalten und für die in Belgien eine Genehmigung zur Verbrauchernutzung vorliegt, sowie über die Risiken, die mit diesen Produkten verbunden sind. Der Bericht schlägt Schutzmaßnahmen für die Verbraucher vor und erteilt Empfehlungen für die unterschiedlichen Phasen der Formulierung / Regelung / Vermarktung / Anwendung und Post-Anwendung bis hin zur Überwachung der Produkte.

## Therapeutische Anwendung
Ätzmittel (Korrosiva) wie Zinkchlorid und andere, etwa in Form von Ätzpulver (mittelhochdeutsch etzpulver, mittellateinisch pulvis corrosivum) angewandte ätzende Mittel, fanden auch in der Medizin bei der Behandlung von Hautgeschwüren wie Krebsgeschwüren Verwendung.